# コシノコバイモ
コシノコバイモ（越の小貝母、学名：Fritillaria koidzumiana）は、ユリ科バイモ属の多年草。

## 特徴
地下の鱗茎は2個で半球形の鱗片からなる。茎の高さは10-20cmになり、葉は下部では対生し、上部では3輪生し、葉身は披針形から広線形となる。
花期は4-5月。花は茎先に下向きに1個つく。花は淡黄色の広鐘形で、花被片は長さ2cm、中部下寄りで外側に角張って張り出す。花被片の基部や縁に暗紫色の網目状の斑紋があり、花被片内側の中部より下側、下側から3分の1 - 5分の2の位置から上に向かう腺体がある。花被片内側の中脈と内花被片の縁に著しい毛状突起があるのがこの種の特徴。花被片より短い雄蕊が6個あり、葯はクリーム色になる。子房は3室あり、各室に多数の胚珠がある。果実は蒴果で胞背裂開し、種子には狭い翼がある。

## 分布と生育環境
日本固有種。本州の山形県から石川県にかけた日本海側、静岡県、岐阜県、愛知県に分布し、山地の林内に生育する。まれに見られる植物である。

## 名前の由来
コシノコバイモは、「越の小貝母」の意で、旧越後国である新潟県に産するコバイモのこととされているが、タイプ標本は、旧越中国である富山県東砺波郡蓑谷村（現在の南砺市）で採集されたものである。
種小名（種形容語） koidzumiana は、日本の植物学者小泉源一への献名である。

## ギャラリー

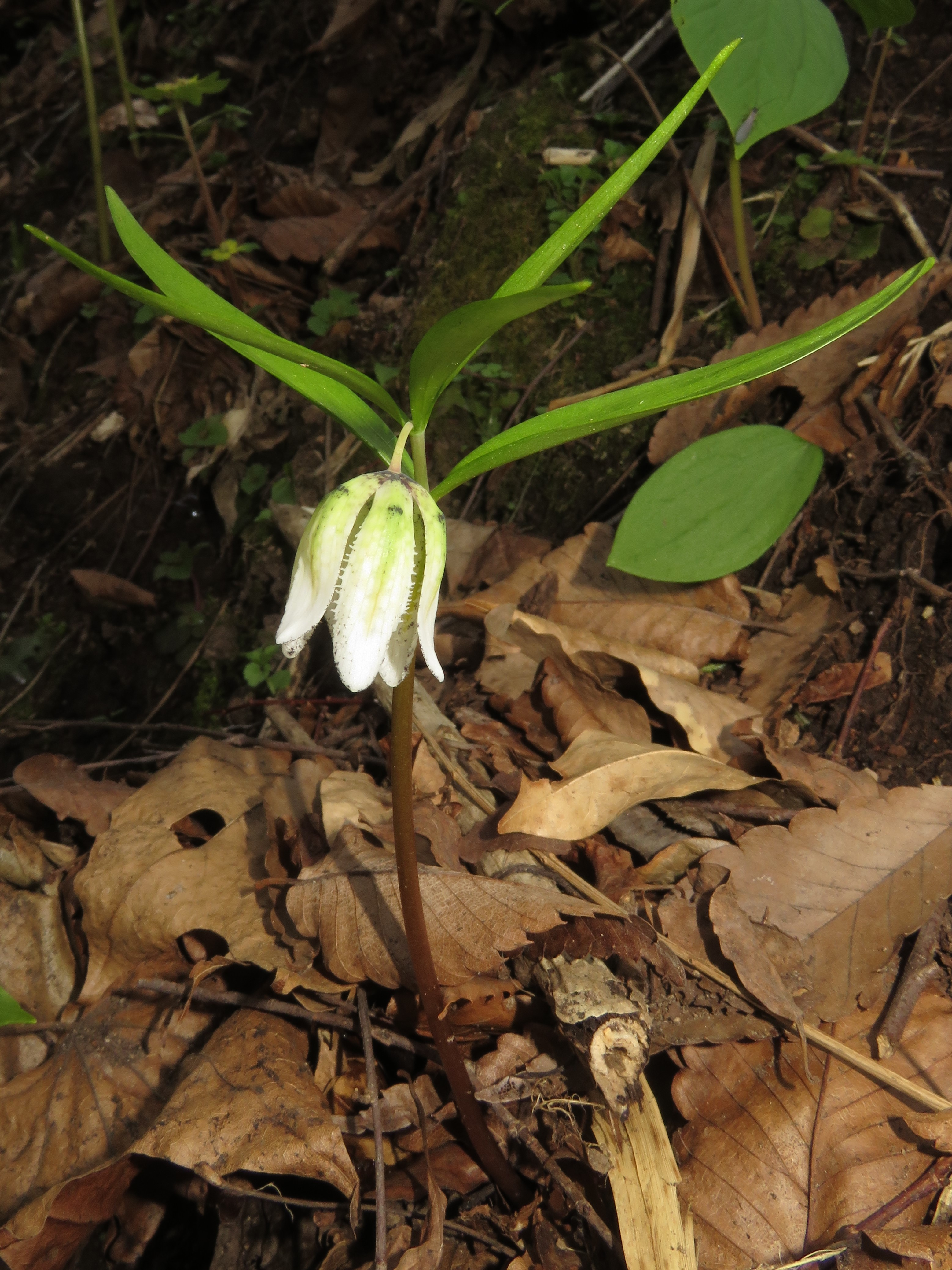
上部の葉は3輪生、下部の葉は対生する。
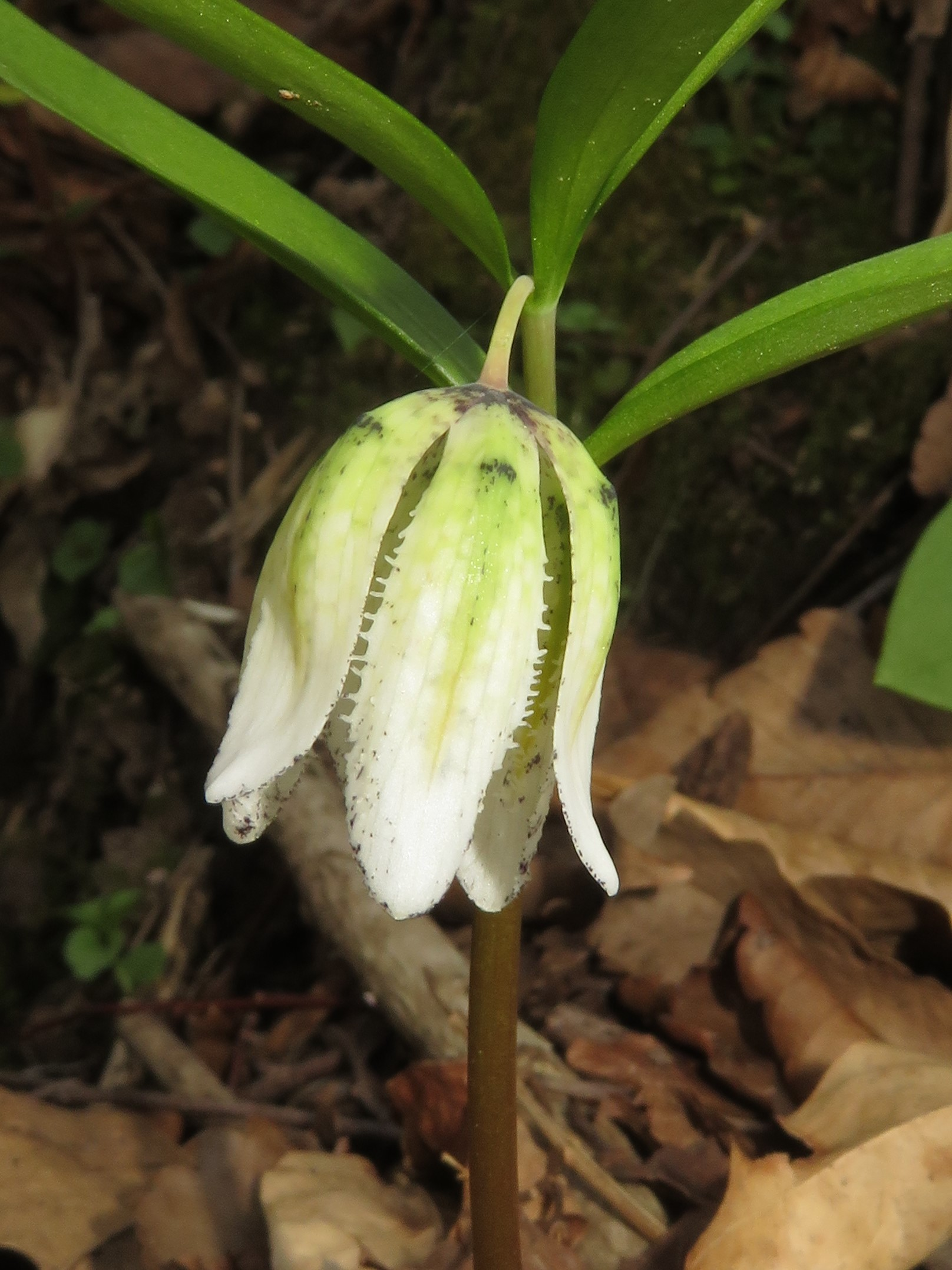
内花被片の縁に突起がある。
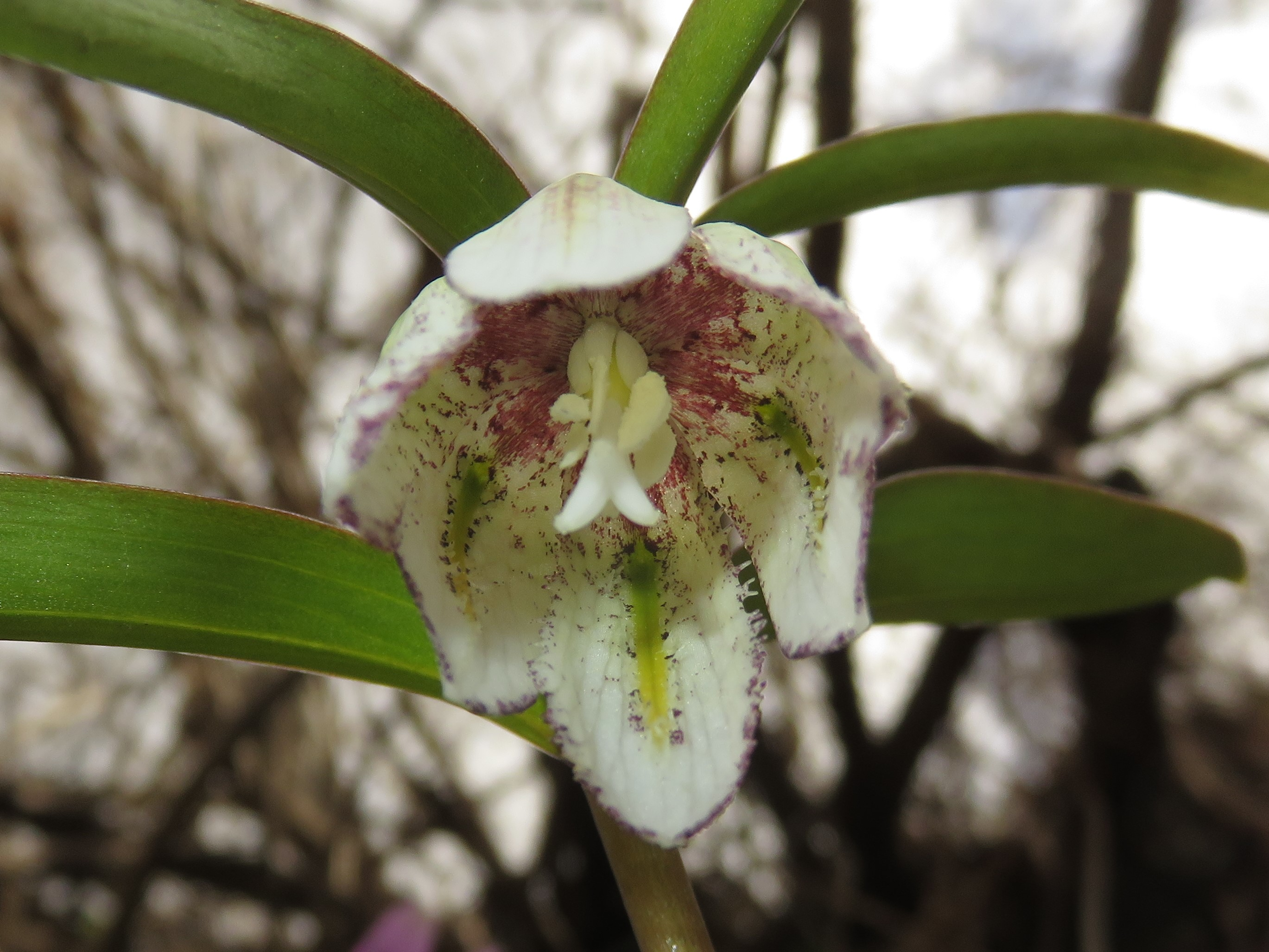
花被片内側の中部より下側の位置から上に向かう緑色の腺体があり、毛状突起がある。
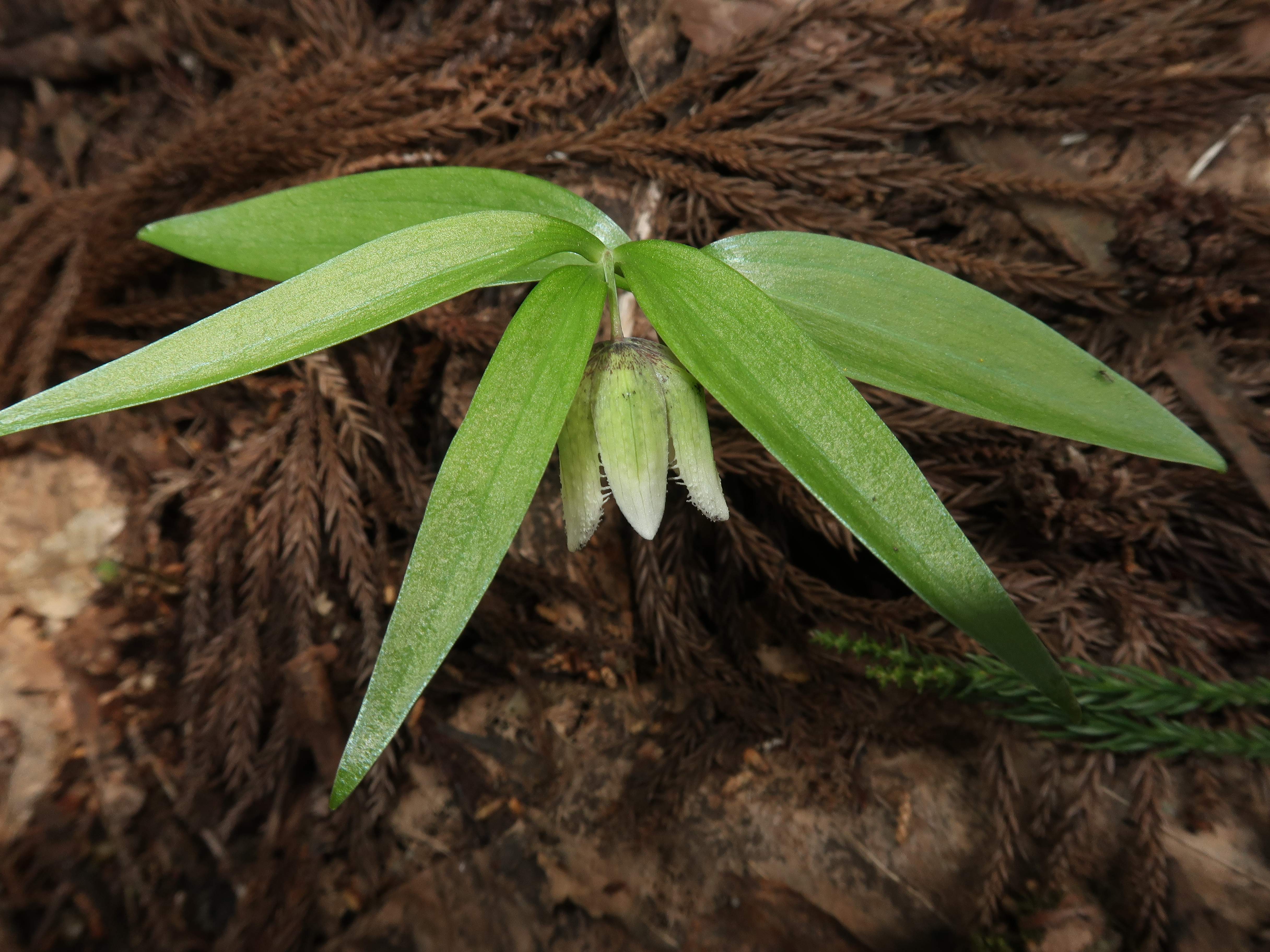
葉は下部では対生し、上部では3輪生する。